# Kristina Kristiansen
Kristina "Mulle" Kristiansen, född 13 juli 1989 i Tåstrup, är en dansk handbollsspelare (mittnia).

## Karriär
Kristiansen började med handboll som femåring i Roar Roskilde. 2007 bytte hon klubb till Team Tvis Holstebro. Med Holstebro tog hon sig 2009 högsta danska ligan och blev korad till Årets Spiller i 1. division. Sin första säsong 2010 i danska ligan vann hon skytteligan. 2011 var Kristiansen med TTH i finalen i EHF-cupen, och som motståndare stod ligarivalen FC Midtjylland som vann finalen. 2013 spelade Kristiansen  en ny EHF-cupfinal och vann denna gång mot Metz HB från Frankrike. Kristiansen bidrag med 12 mål i andra matchen och var TTH:s bästa målgörare när klubben blev mästare. 2015 vann Kristiansen på nytt EHF-cupen med Team Tvis Holstebro. Sedan hösten 2015 spelar hon för Nykøbing Falster HK.2016 vann Kristiansen skytteligan i danska ligan igen. Hon blev också utsedd till danska ligans bästa mittnia 2016. Nykøbing Falster vann  2017 det danska mästerskapet och 2018 den danska cupen. Kristiansen är populär som spelare och bidrog till att Nykøbing Falster HK kraftigt ökade sin publik i ligan.Säsongen 2022–2023 nådde hon finalen i EHF European League med Nykøbing Falster HK.

### Landslagskarriär
Kristiansen hade stora framgångar i ungdomslandslaget. Hon vann 2006 J-VM med Danmark, 2007 vann hon J-EM  och 2008 tog hon silver med U19-laget.
Kristian Kristiansen spelade sin första landskamp mot Norge den 23 november 2007. Kristiansen har sedan spelat 155 landskamper för Danmark, och gjort 378 mål .  Med detta tillhör hon de landslagsspelare som gjort flest landskamper. Sista landskampen spelade hon vid VM 2017 den 8 december 2017 mot Ryssland. Hon har deltagit i VM 2009, 2011, 2013, 2015 och 2017. Hon har också deltagit i EM 2012, 2014 och 2016. Kristiansen vann vid VM 2013 bronsmedalj och gjorde 45 mål i nio matcher. Vid Europamästerskapet 2014 blev Kristiansen vald till play maker i All-Star-Team.
Hennes sista mästerskap var i VM 2017 i Tyskland som hon lämnade före Danmarks kvartsfinal mot Sverige efter att ha petats ur truppen. Ett bittert slut på landslagskarriären. Hennes spelstil byggde på snabbhet, skottstyrka och spelförståelse med gott samarbete med mittsex.

## Individuella utmärkelser
- Danska Ligans skytteligavinnare 2010´och 2016
- Danska Ligans bästa mittnia 2016
- All-Star Playmaker vid europamästerskapet 2014